# 김형준 (1968년)
김형준(1968년 8월 8일 ~ )은 대한민국의 영화 감독, 각본가, 영화 프로듀서이다.

## 참여 작품
| 연도 | 영화                        | 업무   | 업무   | 업무     |
| 연도 | 영화                        | 감독   | 각본   | 프로듀서 |
| ---- | --------------------------- | ------ | ------ | -------- |
| 2005 | 키다리 아저씨 (2005년 영화) | 아니요 | 예     | 예       |
| 2006 | Detective ODD               | 아니요 | 아니요 | 예       |
| 2007 | Zig Zag Love                | 아니요 | 예     | 아니요   |
| 2010 | 용서는 없다                 | 예     | 예     | 아니요   |
| 2012 | 간기남                      | 예     | 예     | 아니요   |